# Александър Александров Хаджихристов
Александър Александров Хаджихристов е български режисьор, поет и драматург.

## Биография
Роден е на 26 август 1948 г. в гр. София. Израства в семейството на видния български драматург, писател и театрален деец – Александър Иванов Хаджихристов.
Хаджихристов-син учи във Великотърновския университет, където създава едни от първите студентски политически театри. Прехвърля се в София и завършва в СУ „Климент Охридски“ история и литература, където в Студентски театър прави една от първите си постановки. През 1972 г. става ученик-асистент на професора Гриша Островски във ВИТИЗ, а през 1992 г. семестриално завършва във ВИТИЗ „Кръстьо Сарафов“ кинознание.
Професионалният опит на Александър Хаджихристов започва през 1975 г. като асистент-режисьор в киностудио „Бояна“, преминава като втори режисьор в Студио „Екран“, а през 1999 г. става художествен директор на Демо Телевизия, където с режисьора Бойко Илиев се опитват да възстановят в онези години на прехода Телевизионния театър. През 2004 г., като съветник на Коста Цонев, тогава Народен представител в XXXIX народно събрание, развиват проекта Театрална къща „Надежда“. Александър Хаджихристов е автор на проекта, осъществен с политическата воля и методическа помощ на Коста Цонев, който става държавен театър и пръв негов директор и художествен ръководител – Александър Ал. Хаджихристов. Театърът просъществува две години и обикаля според предназначението си всички места за принудително лишаване от свобода в страната. Поканен е след края на проекта „Надежда“ като ПР на Държавен Пътуващ театър до неговото закриване и вече през 2010 г. е драматург в Народния театър „Иван Вазов“.
Александър Хаджихристов пише есета, стихосбирка „Да кажа“, създава сценарии за игрални и документални филми („Синеокият с късият меч“ – по Боян Болгар – сценарий за игрален филм, сценарии за документална поредица за животните към студио „Планета“).
Хаджихристов – син има 8 авторски пиеси. Някои от тях са: „Банална история“ (1985 г.) – наградена с II награда на Национален конкурс, „Часът на човека“ („Адам, Ева и Дяволът или Сътворението на света“), „Глобус – 33“ – подпалване на Райхстага, „Балада за съдбата на душата“ и „Вяра, Надежда и Любов“, с които творби се явява на различни национални театрални конкурси в страната.
Александър Хаджихристов е автор на 14 филма. Из между тях са: „Земята, градът и човекът“ (1989 г.) – спечелил специалната награда на журито в международния филмов фестивал в Острава, Чехословакия, „Жаждата на градовете“, „Ерозия“, „Спасете времето“ – екологична киносага за Кремиковци. През 1991 г. създава документалния филм „Кураж“, явяващ се първият откровен филм за инвалидите, излъчван многократно по БНТ, един от първите филми, направени на частни начала извън държавните структури след промените. Негови са филмите „Зелени патрули“ – филм за зелените патрули в България, „Екоутопия ” – филм за екологията на човешкото сърце, и други.
Александър Хаджихристов има множество предавания, авторски рубрики, излъчвани по БНТ, Демо телевизия, Радио Експрес.
Като общественик, през 1995 г. създава стратегията „Екоцивилизация“ за неправителствения сектор, организира фестивал – „Сцена Екоутопия Театър“, посветен на идеята „екологията през състрадателното сърце на човека“. През същата година разработва концепция за художествена политика на Народен театър „Иван Вазов“ – „Театърът във вселената на човека“. През 1996 г. създава заедно с колеги от 60 неправителствени организации „Български детски форум“ и към него организира една от първите SOS WEB страници. През 2000 г. поставя основите с колеги на Детска киностудия към фондация „Българско кино“.
През 2010 г. е избран за Председател на Народно читалище „Природа и наука – 1938 г.“ – София, където е и художествен ръководител от 35 години на Театър-студио „Вселената на човека“.
Автор на поезия : 

Поезия: Хаджихристов, Александър. Мечтания, заключени в стаята на спомените. Стара Загора, Палмира, 2022.
Поезия: Хаджихристов, Александър. Вяра, надежда и любов или Балада за съдбата на душата: Момичето, което говореше с делфините. София, Палмира, 2022.
Поезия и драма: Хаджихристов, Александър. Пепел от сърце. Палмира, 2023. 
Поезия и драма: Хаджихристов, Александър. Песента на сърцето за съдбата на душата. Палмира, 2023. 
Поезия и драма: Хаджихристов, Александър. Сърцето като птица феникс. Палмира, 2023. 